# Лоца
Ло̀ца (на италиански и на ломбардски: Lozza) е село и община в Северна Италия, провинция Варезе, регион Ломбардия. Разположено е на 350 m надморска височина. Населението на общината е 1257 души (към 2017 г.).